# Joran van der Sloot
Joran Andreas Petrus van der Sloot (Arnhem, 6 augustus 1987) is een Nederlandse crimineel die veroordeeld is wegens de moord op de Peruaanse studente Stephany Flores op 30 mei 2010, drugssmokkel en afpersing van Beth Holloway. Laatstgenoemde is de moeder van de Amerikaanse Natalee Holloway. Van der Sloot wordt verdacht van betrokkenheid bij haar verdwijning op Aruba op 30 mei 2005 en heeft bekend haar te hebben vermoord. Hij werd op 3 juni 2010 gearresteerd in Chili en gedetineerd in de Peruaanse hoofdstad Lima. Op 13 januari 2012 werd hij veroordeeld tot 28 jaar gevangenisstraf, een geldboete en deportatie uit Peru na het uitzitten van zijn gevangenisstraf voor de moord op Flores. Op 10 januari 2023 werd hij veroordeeld tot nog eens 18 jaar gevangenisstraf voor drugssmokkel. Langer dan in totaal 35 jaar zal hij echter niet gevangen zitten in Peru, omdat dat in dat land de maximum duur voor een gevangenisstraf is.
Vanaf juni 2023 was Van der Sloot tijdelijk overgeleverd door Peru aan de Verenigde Staten van Amerika, om aldaar terecht te staan voor afpersing van de moeder van Natalee Holloway. Van der Sloot werd daar veroordeeld tot 20 jaar gevangenisstraf, die gelijktijdig met zijn gevangenisstraf in Peru uitgezeten mag worden. In november 2023 kwam Van der Sloot weer aan in Peru.

## Jeugd

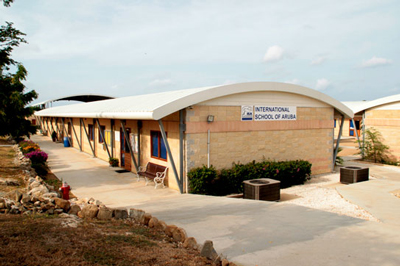
International School of Aruba

Joran van der Sloot werd in 1987 in Arnhem geboren. In 1990 verhuisde het gezin Van der Sloot naar Aruba. Hij zat gedurende zijn hele schooltijd op de International School of Aruba. Op de kleuterschool spraken de meeste kinderen Engels of Papiaments, waardoor Joran zich er aanvankelijk alleen voelde. Hij had niet veel vriendschappen, maar hij had wel een paar goede vrienden. Van der Sloot was sportief ingesteld en hielp de sportleraar op school met de jongere leerlingen. Hij werd "honor student", een titel voor een leerling die, naast het behalen van goede schoolresultaten, zich ook inzet binnen de school. Ook hielp hij op de tennisclub. Op zijn zestiende kreeg hij zijn eerste vriendinnetje. Toen de verkering uitraakte zocht hij zijn troost in het uitgaansleven van Aruba. Hij verhuisde van zijn kamer in het ouderlijk huis naar het gastenhuis in de tuin, waardoor zijn ouders geen zicht meer hadden op wat hij 's avonds uitvoerde. Op zijn zeventiende kreeg hij opnieuw verkering, totdat de zaak-Holloway aan het licht kwam.

## Verdwijning van Natalee Holloway
Op 30 mei 2005 verdween op het eiland Aruba de Amerikaanse toeriste Natalee Holloway. Van der Sloot werd als verdachte gearresteerd inzake haar verdwijning. Omdat politieonderzoek geen redenen gaf om hem langer vast te houden kwam hij na korte tijd weer vrij.

### 2006
In november 2006 wijdde in Nederland misdaadjournalist Peter R. de Vries een extra lange tv-uitzending aan de verdwijning van Holloway. Uit een reconstructie bleek dat de politie ervan uitging dat Holloway was verdwenen in de buurt van of vanuit het huis van Van der Sloot. De Vries concludeerde aldus dat Van der Sloot op cruciale punten leek te hebben gelogen.

### 2007
Op 25 april 2007 verscheen het boek De zaak Natalee Holloway in Nederland bij de uitgeverij Sijthoff. Dit ging gepaard met televisie-interviews in onder meer NOVA en De Wereld Draait Door. In het boek noemt Van der Sloot zichzelf een pathologische leugenaar en zegt hij al op vroege leeftijd een psychiater nodig gehad te hebben. Het boek gaf geen aanknopingspunten die leidden tot het oplossen van de zaak.
Op 21 november 2007 werd Van der Sloot opnieuw gearresteerd, ditmaal op verdenking van betrokkenheid bij doodslag. Op diezelfde dag werden de broers Deepak en Satish Kalpoe op Aruba gearresteerd. De aanleiding was dat een getuige had verklaard dat zij Satish Kalpoe had gesproken ruim vijf uur nadat Holloway voor het laatst gezien was. Deze verklaarde dat ze aan zijn stem had kunnen horen dat hij zeer van streek was. Ook was op in beslag genomen computers van de verdachten een chatsessie teruggevonden waarin gerefereerd werd aan het feit dat Holloway niet meer in leven zou zijn. Op 23 november 2007 vloog Van der Sloot naar Aruba. Op 7 december 2007 werd hij, net als de broers Kalpoe eerder die week, voor de tweede keer door de rechter in vrijheid gesteld wegens gebrek aan bewijs.

### 2008
Op 11 januari 2008 waren Van der Sloot, zijn ouders en misdaadjournalist Peter R. de Vries te gast in het tv-praatprogramma Pauw & Witteman. Van der Sloot en zijn familie gaven daar naar eigen zeggen hun laatste interview. In het programma bleef Van der Sloot elke betrokkenheid bij de verdwijning ontkennen. Verder gaf vader Van der Sloot te kennen dat hij zijn zoon geadviseerd had niet mee te werken aan het onderzoek van het Openbaar Ministerie en te zwijgen. De Vries twijfelde aan de oprechtheid van Joran van der Sloot en noemde hem meermalen een leugenaar. Van der Sloot gaf toe in eerste instantie tegen de politie gelogen te hebben. Direct na afloop van de live-uitzending smeet Joran van der Sloot de inhoud van een glas rode wijn in het gezicht van De Vries.

#### Onderzoek van Peter R. de Vries
Op 31 januari 2008 berichtte Peter R. de Vries de zaak-Holloway te hebben opgelost. Hans Mos, procureur-generaal van Aruba, maakte bekend dat door deze nieuwe ontwikkelingen de zaak Holloway heropend zou worden. De Vries maakte de beelden van de in het geheim opgenomen gesprekken bekend in een twee uur durende televisie-uitzending van Peter R. de Vries, misdaadverslaggever op SBS6 op 3 februari van dat jaar.
In de uitzending zei Van der Sloot dat hij te maken heeft met de verdwijning van Holloway. Aan Patrick van der Eem (die tot eind januari 2008 undercover werkte voor De Vries en om die reden vertrouwelijke omgang met Van der Sloot had bewerkstelligd) vertelde hij onder registratie van verborgen camera's en microfoons dat hij, nadat hij Holloway op het strand onwel zag worden, een goede vriend met de naam Daury had gebeld die zich ontdaan had van haar lichaam door het uit zijn bootje in de oceaan te gooien. Van der Sloot zou seks gehad hebben met Holloway, die veel alcohol zou hebben gebruikt en onwel werd. Wanneer Holloway is overleden werd niet duidelijk. De genoemde Daury zou niet een van de broers Kalpoe zijn, die eerder als verdachten waren opgepakt.
Eerder, op 1 februari 2008, erkende Van der Sloot in Pauw & Witteman dat hij een vriend had verteld dat hij het lichaam van Holloway had laten verdwijnen, maar dat zijn bekentenis een leugen was. "Ik heb hem gewoon verteld wat hij wilde horen", aldus Van der Sloot. Ook gaf hij aan van mening te zijn dat De Vries "álles zal doen om zijn leven kapot te maken, maar dat het eigenlijk allemaal gebakken lucht is". Op 2 februari 2008 dook Van der Sloot tijdelijk onder.

#### Vervolg op onderzoek van Peter R. de Vries
Op 8 februari 2008 werd Van der Sloot in Rotterdam verhoord door de Arubaanse politie en het KLPD naar aanleiding van zijn gefilmde uitspraken. In Nederland deed het KLPD bovendien invallen op twee adressen in Arnhem. Op diezelfde dag werd Van der Sloot door de Arubaanse minister van Justitie Rudy Croes (symbolisch) tot persona non grata verklaard. Van der Sloot was alleen nog welkom op Aruba als dat in het kader van het onderzoek noodzakelijk was.
Na de uitzending van De Vries volgde geen arrestatie van Van der Sloot. De Arubaanse rechter achtte de uitspraken van Van der Sloot niet zwaarwegend genoeg om hem voor een derde keer te arresteren. Van der Sloot zou het verhaal aan Van der Eem verteld hebben om 'stoer' te doen tegenover hem, omdat de man hem verder in het criminele wereldje zou kunnen helpen. Wel werd het onderzoek naar de verdwijning van Holloway hervat. Het OM ging tegen de beslissing in beroep, maar ook in beroep werd Van der Sloot niet opnieuw aangehouden. De Arubaanse justitie gaf aan dat 'tachtig procent' van de informatie die Van der Sloot gaf in de uitzending van De Vries overeenkwam met eigen bevindingen.
Beth Twitty, de moeder van Holloway, dagvaardde in april 2008 alsnog de hele familie Van der Sloot wegens shockschade. Hierbij zijn alle gedagvaarden verplicht onder ede de waarheid te vertellen. Het zwijgrecht is hierbij niet langer van toepassing. Van der Sloot zou zich hierop vrijwillig hebben laten opnemen in een psychiatrische kliniek. Door deze opname werd het verhoor van Van der Sloot uitgesteld tot na het ontslag uit de kliniek. Enige tijd later bleek echter dat Van der Sloot helemaal niet in een dergelijke kliniek opgenomen was, maar zich in Thailand bevond.
Op 24 november 2008 kwam de Amerikaanse nieuwszender Fox News met een interview met Van der Sloot waarin hij tegenover Greta Van Susteren beweerde Holloway te hebben verkocht aan een onbekende man. Volgens Peter R. de Vries hoorde dit interview bij de verdedigingsstrategie van Van der Sloot, om "het beeld [te] scheppen dat hij een pathologische leugenaar is". Van der Sloot zou zijn verklaringen korte tijd na het vraaggesprek weer hebben ingetrokken per telefoon.

### 2010

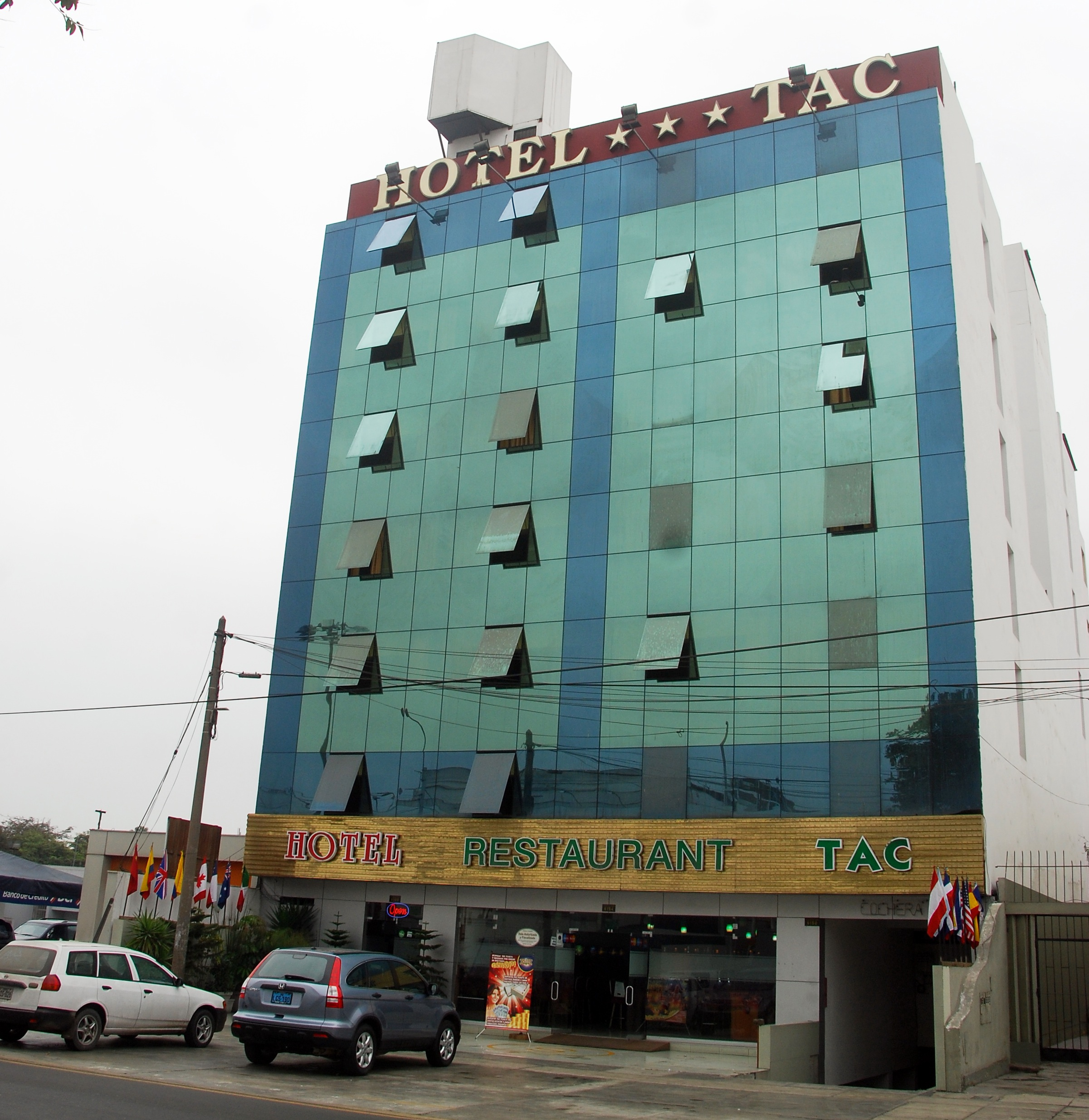
Hotel TAC waar Joran van der Sloot verbleef in mei 2010

In februari 2010 overleed Van der Sloots vader Paul (57) op Aruba. Hij overleed aan een hartaanval tijdens een partijtje tennis. Paul van der Sloot was kort na de verdwijning van Holloway opgepakt op verdenking van betrokkenheid bij de zaak. Wegens gebrek aan bewijs werd hij weer vrijgelaten.
In maart 2010 zond RTL 5 een interview van "Terror" Jaap Amesz met Van der Sloot uit. Hierbij werd gebruikgemaakt van leugendetectie. Van der Sloot zei nu dat Natalee Holloway onder invloed van cocaïne van een balkon gevallen was en dat haar lichaam in de Bubali Plas zou liggen. Na kort onderzoek maakte het Arubaanse Openbaar Ministerie bekend dat de verklaring niet klopte en op leugens gebaseerd was omdat feiten en tijdlijnen niet klopten en getuigen ontkenden. Volgens Peter R. de Vries was het interview al een jaar oud en al aan verschillende zenders aangeboden. Van der Sloot zou het interview geaccepteerd hebben omdat hij geld nodig had voor pokeren.

### Beschuldiging van afpersing
Op 3 juni 2010 meldden Amerikaanse media dat autoriteiten in de Amerikaanse staat Alabama Van der Sloot in staat van beschuldiging hebben gesteld wegens afpersing. Hij zou de moeder van Holloway aangeboden hebben om voor 250.000 dollar de locatie van het lichaam van haar dochter bekend te maken. De Nationale Recherche deed op verzoek van Justitie in de Verenigde Staten een inval in de woning van Jaap Amesz in verband met de afpersingszaak. Amesz onderhield contact met Van der Sloot. Er werden informatiedragers als USB-sticks meegenomen, schreef Amesz op zijn weblog.
Peru heeft in 2023 Joran van der Sloot hiervoor uitgeleverd aan de Verenigde Staten. Van de 250.000 dollar heeft Van der Sloot in 2010 25.000 dollar gekregen. Daarmee zou hij girale fraude hebben gepleegd, een ander punt in de tenlastelegging. Van der Sloot kan in de Verenigde Staten 25 jaar cel krijgen voor afpersing. Hij zou na het proces weer overgebracht worden naar Peru om daar de rest van zijn straf voor de moord op de Peruaanse studente Stephany Flores uit te zitten, en daarna weer overgebracht worden naar de VS voor zijn eventuele straf voor de afpersing. Van der Sloot vocht de uitlevering aan, maar dit beroep werd door het Peruaanse Hooggerechtshof verworpen. Op 8 juni 2023 werd Van der Sloot overgebracht naar de VS. Op 9 juni werd hij voorgeleid in de rechtbank in Birmingham in Alabama. In deze zitting verklaarde hij onschuldig te zijn aan de ten laste gelegde afpersing en fraude.

### Bekentenis moord op Natalee Holloway
Op 18 oktober 2023 werd bekend gemaakt dat Van der Sloot de moord op Natalee Holloway zou hebben toegegeven tegenover de FBI. Hij zou haar in 2005 op het strand van Aruba hebben vermoord. De bekentenis van Van der Sloot betekent voor de openbaar aanklager dat de vermissingszaak van Natalee Holloway is opgelost. Hij kan voor deze zaak in Amerika niet worden vervolgd omdat Van der Sloot op Aruba nog officieel verdachte is van doodslag, en Amerika daar dus geen juridische mogelijkheden heeft om hem te berechten. In ruil voor schulderkenning van afpersing en een bekentenis van de moord, kreeg Van der Sloot een mildere straf van twintig jaar en mag hij deze gelijktijdig met zijn gevangenisstraf in Peru uitzitten. Mocht justitie op het Nederlandse eiland Aruba deze zaak als moord kunnen bewijzen dan bestaat er nog de theoretische mogelijkheid om Van der Sloot hiervoor te dagvaarden. Doodslag is inmiddels verjaard.

## Beschuldiging van vrouwenhandel
Begin november 2008 liet De Vries weten dat hij opnieuw een undercoveroperatie tegen Van der Sloot had geleid. Uit deze operatie zou Van der Sloots betrokkenheid in Thailand bij vrouwenhandel naar voren zijn gekomen. De uitzending werd op 9 november op SBS6 vertoond. Op de beelden was te zien hoe Van der Sloot duizend euro aannam en dit later per telefoon bevestigde. Het bedrag betrof een voorschot op de levering van Thaise meisjes aan medewerkers van De Vries, die zich hadden voorgedaan als personen uit de seksindustrie uit Nederland. Van der Sloot is een dergelijke levering echter niet nagekomen. Het Openbaar Ministerie verklaarde geen stappen tegen Van der Sloot te ondernemen omdat op basis van de beelden niet kan worden vastgesteld dat hij zich schuldig heeft gemaakt aan handelingen die in strijd zijn met de wet. De Thaise justitie zou de beelden gaan bekijken. Volgens verschillende bronnen verliet Van der Sloot de Thaise hoofdstad Bangkok in november 2008 halsoverkop. Zijn advocaat deelde mee dat voor de eigen veiligheid van Van der Sloot een voorarrest in Thailand beter vermeden kon worden.

## Moord op Stephany Flores
Op 2 juni 2010 meldden Peruaanse media dat Van der Sloot verdacht werd van betrokkenheid bij de dood van Stephany Tatiana Flores Ramírez, dochter van zakenman en autocoureur Ricardo Flores. Haar levenloze lichaam werd gevonden na een tip van een pokeraar die zich 'Elton García' noemde. Flores' lichaam bevond zich in een hotelkamer in Miraflores, die op de naam Van der Sloot was geboekt. Lijkschouwing wees uit dat Flores overleed op 30 mei 2010.

### Arrestatie
Van der Sloot reisde op 31 mei naar Chili en was sindsdien spoorloos. Tegen Van der Sloot werd daarop een internationaal opsporingsbevel uitgevaardigd. Op 3 juni werd hij in de buurt van de Chileense plaats Viña del Mar in een taxi aangehouden en in verzekerde bewaring gesteld. Advocaat Bert de Rooij, die Van der Sloot ook in de Holloway-zaak bijstaat, adviseerde hem via e-mail om een advocaat te zoeken die deskundig is wat betreft het vreemdelingenrecht in Zuid-Amerika.
Van der Sloot werd op 4 juni Chili uitgezet aan de grens met Peru, waarop de Peruaanse autoriteiten hem arresteerden en vervoerden naar Lima.

### Verhoor, onderzoek en bekentenis
De politie gaf op 5 juni een video vrij waarop te zien is hoe Van der Sloot samen met Flores het hotel binnenkomt. Te zien is dat ze samen de kamer ingaan en dat Van der Sloot drie uur later alleen de kamer verlaat. Op 7 juni werd tevens bekend dat op een shirt van Van der Sloot bloed van Flores werd gevonden. Ook werden bebloede schoenafdrukken in de hotelkamer nader onderzocht.
Op 8 juni berichtten internationale media dat Van der Sloot de moord op Flores had bekend. De aanleiding voor de moord zou zijn geweest dat Flores in Van der Sloots laptop had gekeken, waarop zij zijn mogelijke betrokkenheid bij de verdwijning van Natalee Holloway ontdekte. Volgens een Peruaanse strafrechtdeskundige legde Van der Sloot de bekentenis af om strafvermindering te krijgen. Hij zou de aanklacht hiermee willen laten omzetten van moord naar doodslag, met een gevangenisstraf van tussen de 6 en 20 jaar, in plaats van maximaal 35 jaar bij moord. Een Peruaanse rechtbank besliste op 10 juni echter hem te zullen vervolgen wegens moord met voorbedachten rade en beroving vanwege de diefstal van ruim 8100 euro en een aantal creditcards van Flores. Van der Sloot werd op dezelfde dag overgebracht naar de beruchte Miguel Castro Castro-gevangenis in het Limase district San Juan de Lurigancho, waar andere zware criminelen (zoals topfiguren van het Lichtend Pad en de MRTA) zijn opgesloten.
Volgens psychologen van het moordonderzoek heeft Van der Sloot een antisociale persoonlijkheidsstoornis. Ze beschrijven hem als koud, berekenend en onverschillig tegenover het menselijk leven, meldde de Peruaanse krant Aja.
Het Nederlandse consulaat in Peru stelde een advocaat beschikbaar en deed zijn beklag bij de Peruaanse overheid over de manier waarop Van der Sloot aan de pers werd gepresenteerd. De Peruaanse advocaat deelde op 10 juni 2010 mee de eerder gedane bekentenis van Van der Sloot ongeldig te willen laten verklaren, omdat er geen advocaat bij de ondervraging aanwezig was. In de getekende verklaring van Joran staat echter dat er wel een advocaat en een vertaler van de Nederlandse ambassade aanwezig zijn. Tegenover Nederlandse verslaggevers verklaarde Joran dat hij "erin geluisd" was en dat valse beloften van de Peruaanse politie hem tot het ondertekenen van een bekentenis hadden aangezet. Hij zou erg angstig en in de war zijn geweest tijdens de verhoren en in paniek zijn handtekening hebben gezet onder documenten waarvan hij de inhoud niet kende, aldus het verslag in De Telegraaf.

### Rechtszaak, gevangenschap
De rechtszaak liep vertraging op nadat advocaat Máximo Altez net voor de eerste zitting besloot om Van der Sloot niet te verdedigen. De twee zouden het oneens zijn geweest over betalingen en de te voeren verdediging. Het Openbaar Ministerie in Peru eiste op 27 augustus 2011 een celstraf van 30 jaren tegen Van der Sloot.
Op de Peruaanse televisie werden beelden vertoond waarop Van der Sloot bekent Stephany Flores gedood te hebben.
Op 6 januari 2012 begon het proces. Van der Sloot was daarbij aanwezig. Op 11 januari 2012 bekende hij tegenover de rechter schuldig te zijn aan de dood van Flores. Op 13 januari 2012 werd Van der Sloot veroordeeld tot 28 jaar celstraf. Daarnaast moet Van der Sloot de familie Flores 200.000 soles (58.659 euro) betalen. Verder bepaalde de rechter dat Van der Sloot na het uitzitten van zijn straf Peru wordt uitgezet. Na zijn veroordeling werd hij overgeplaatst naar de Piedras Gordas-gevangenis. In hoger beroep werd het vonnis van de rechtbank bekrachtigd. In maart 2014 bepaalde het Hooggerechtshof dat Van der Sloot na het uitzitten van zijn straf uitgeleverd zal worden aan de Verenigde Staten.
Op 26 augustus 2014 werd Van der Sloot overgeplaatst naar de Challapalca-gevangenis in het zuiden van Peru. Deze ligt op meer dan 4500 meter hoogte, is nauwelijks bereikbaar voor bezoek en kent onder meer extreme koude en andere spartaanse omstandigheden. De overplaatsing zou onder meer te maken hebben met verboden bezit van een mobiele telefoon. Van der Sloot ging in hongerstaking tegen de overplaatsing. Hij zou minstens een half jaar in Challapalca moeten verblijven. In oktober 2014 vroeg de advocaat van Van der Sloot om een onderzoek, omdat zijn cliënt structureel zou worden mishandeld. In 2018 werd Van der Sloot overgeplaatst naar de gevangenis van Juliaca.
In februari 2021 werd een gevangenisstraf van ruim achttien jaar tegen Van der Sloot geëist wegens drugssmokkel. Van der Sloot zou geprobeerd hebben om, samen met enkele anderen, cocaïne en marihuana de gevangenis binnen te smokkelen. In juni 2021 keerde hij terug naar de Challapalca-gevangenis. Op 10 januari 2023 werd hij veroordeeld tot nog eens 18 jaar gevangenisstraf. Een wet in Peru bepaalt echter dat gevangenen die niet levenslang zijn gestraft een maximum van 35 jaar moeten uitzitten.

## Huwelijk
Op 4 juli 2014 trouwde Van der Sloot in de gevangenis met Leidy Figueroa Uceda, een Peruaanse vrouw die in het complex zaken verkocht aan gedetineerden. De burgemeester van de gemeente Ancón, waar de Piedras Gordas-gevangenis staat, voltrok de ceremonie, die ongeveer vijf minuten duurde. Van der Sloots advocaat Máximo Altez was getuige bij de kleine plechtigheid.
Het huwelijk hield geen stand: in 2023 zijn ze gescheiden.

### Bestseller 60
| Boeken met noteringen in de Nederlandse Bestseller 60 | Jaar van verschijnen | Datum van binnenkomst | Hoogste positie | Aantal weken | Opmerkingen |
| ----------------------------------------------------- | -------------------- | --------------------- | --------------- | ------------ | ----------- |
| De zaak Natalee Holoway                               | 2007                 | 02-05-2007            | 33              | 2            |             |
| De eigen waarheid van Joran van der Sloot             | 2025                 | 12-02-2025            | 30              | 1            |             |

- International Standard Name Identifier: 0000 0001 1539 029X
- Library of Congress Control Number: n2011012910
- Nederlandse Thesaurus van Auteursnamen: 302524223
- Virtual International Authority File: 168432995
- WorldCat: E39PBJxhpYRCYGTy7KjTHmymVC